# Sinj
Sinj (ejtsd: Sziny) város Horvátországban Split-Dalmácia megyében.

## Fekvése
Splittől 34 km-re északkeletre, a dalmát Zagora szívében elterülő széles völgyben fekszik, melyet a Kamešnica-, a Svilaja- és a Dinári-hegységek határolnak. A termékeny Sinji mezőt a gyorsfolyású és hidegvizű Cetina vize öntözi.

## Nevének eredete
Az illírek idejében „Osiniata” nevű erődített településük állt itt, majd a rómaiak idejében az „Osinium” nevet viselte. A római névből a középkorban „Fsini”, „Zyn”, „Syn”, „Syngh”, „Sfinga’, „Wssy” elnevezés lett. A 6. és 7. században a bizánci uralom alatt az „Asinio” nevet viselte. A várat írásos forrás, egy adománylevél 1341-ben „Fsini”, vagy „Frini” alakban említi először. Ezt követően 1345-ben „castrum regale Zyn” alakban szerepel.

## A község települései
Közigazgatásilag Bajagić, Brnaze, Čitluk, Glavice, Gljev, Jasensko, Karakašica, Lučane, Obrovac Sinjski, Radošić, Suhač, Turjaci és Zelovo települések tartoznak hozzá.

## Története

### Sinj ókori története
A Dinári és a Svilaja-hegységek által határolt terület termékeny földje, legelői, erdői és vizekben gazdag térsége már ősidők óta ideális lakhelyet nyújtott az ember számára. Az ember legrégibb nyomai a Cetina forrásvidékén, Bitelićnél, Dabar és Rumin felett, Otišićnál és Vrdovón található barlangokban kerültek elő. Ezekben a barlangokban kőszekercéket, őrlőköveket, kőkéseket, nyílhegyeket és lándzsahegyeket találtak, melyek a sinji múzeumokba kerültek és a kőkorszaki élet mindennapjairól mesélnek. Számos újkőkori és vaskori, kőből rakott halomsírral találkozhatunk a Sinji mező felett területeken, de bronzkori és vaskori lakóhelyek maradványai találhatók a Cetina Dugiša nevű szigetén is. A mai Dalmácia területén i. e. 1000 körül egy indoeurópai népcsoport az illírek és azoknak is egyik harcias törzse a dalmátok telepedtek le. Jelenlétükről tanúskodnak a környező magaslatokon található ókori vármaradványok. Az illíreknek nincsenek írásos emlékeik, de számos római forrás emlékezik meg a harcias dalmátokról, akik a Neretva és a Krka folyók közötti területen éltek, így szállásterületük központja a Cetina vidékére esett. A dalmát ellenállást megtörve i. e. 156-ban a területet a rómaiak hódították meg. Ennek ellenére a mai Sinj környékén jelentős dalmát népesség maradt. A mai Sinj elődjét a Cetina jobb partján fekvő mai Čitluk területére eső Aequum városát Claudius római császár alapította Kr. u. 42-ben. Ebből az időből számos szobortöredéket és épületmaradványt találtak a város területén. A római uralomnak 375-ben a hunok hódítása vetett véget.

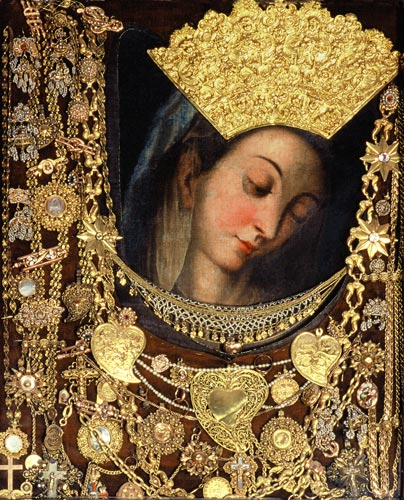
A Sinji Boldogasszony kegyképe

### Sinj története a kora középkortól a velencei uralom végéig
530 körül a területet a Bizánci Birodalom szerezte meg, majd 614-ben a hódító avarokkal együtt szláv törzsek érkeztek erre a vidékre. A 925-ben megalapított horvát állam azonban nem volt hosszú életű és a horvát területekkel együtt az akkori Cetina is a magyar királyok uralma alá került a 11. század végén. A 14. században a vár és a város a Subicsok birtoka lett, majd Nepilić Iváné és 1434-ig a Nepiliceké maradt. Kihalásuk után több birtokosa volt, majd 1536-ban elfoglalta a török és az Oszmán Birodalom része lett. A város sokat szenvedett a kíméletlen török uralom alatt, de Sinj vára csak 1686-ban szabadult fel. Ezután a várat a velenceiek erősítették meg. 1699-ben a karlócai béke értelmében a terület végképp felszabadult, de a béke nem maradt tartós. 1715. augusztus 7-én Mehmet pasa serege támadta meg a várost. Bár a török sereg számbeli fölényben volt és jobb fegyverzettel rendelkezett augusztus 15-én mégis vereséget szenvedett a hősiesen harcoló horvátoktól. Azóta ez a nap, amely éppen Nagyboldogasszony ünnepére esik a város nagy ünnepnapja. E csodás győzelmet Sinj népe mindig is a Szűzanya közbenjárásának tulajdonította, melynek kegyképét abban az időben a várban őrizték, majd a harcok elől a vár alá, a ferences kolostorba menekítették, nehogy a török meggyalázza. Hálából a Szűzanya segítségéért Balbi kormányzó a városi tisztségviselőivel nyolcvan aranydukátot gyűjtetett össze és Velencébe küldette azt, hogy a kegyképnek aranykoronát csináltasson. A korona alsó részére a következő feliratot vésték: „In perpetuum coronata triumphat – Anno MDCCXV” (Mindörökre megkoronázva a győzelemre  – 1715. év). A török feletti nagy győzelem tiszteletére a sinjiek minden évben hagyományos vitézi tornát tartanak, melyet Sinjska alka néven ismernek. A velencei-török háborúnak az 1718-as pozsareváci béke vetett véget, mely után a török veszély végképp megszűnt ezen a vidéken. A velencei uralomnak 1797-ben vége szakadt és osztrák csapatok vonultak be a városba, de a nép jobban szerette volna, ha a Magyar Királyság részeként a Horvát bánság része lett volna.

### Sinj története az újkortól napjainkig
1798-ban megnyílt a város első iskolája. 1806-ban az osztrákokat legyőző franciák uralma alá került, de Napóleon lipcsei veresége után 1813-ban újra az osztrákoké lett. Dalmácia osztrák uralom alá kerülése alkalmából 1818-ban I. Ferenc látogatást tett a tartományban, mely során meglátogatta Sinj városát is. Ez alkalomból a sinjiek megrendezték az Alka futamot, mely annyira tetszett a császárnak, hogy ezt követően évenkénti támogatást biztosított a számukra. 1854-ben Sinjben nyitották meg a spliti ferencesek Dalmácia első horvát nyelvű gimnáziumát, mely ma is működik. Stratégiai fekvése miatt Sinj Dalmácia egyik legjelentősebb katonai parancsnoki székhelye lett. A 19. század végén a város gazdaságilag is sokat fejlődött, mely a kereskedelem és a közlekedés fejlődésén alapult. Létrejött a vasúti összeköttetés Split városával és a Cetinán épített hidak segítségével közúti kapcsolat létesült a térség többi településével és Boszniával is. 1898-ban nagy földrengés okozott jelentős károkat a településen. 1914-ben a Kosinac-forrás vizével biztosították a város ivóvízellátását. 1918-ban az új szerb-horvát-szlovén állam, majd később Jugoszlávia része lett. A két háború közötti időszak a helyi társasági és kulturális élet fejlődésének korszaka. Ebben az időszakban két amatőr színjátszó társulat, nagy létszámú énekkarok, két fúvószenekar, filharmonikus zenekar alakult és a helyi gimnáziumok sok művelt és képzett helyi szakembert adtak a városnak. A sportok közül elsősorban a lovassport fejlődött a cetinai régióban, mely évente lóversenyt is rendezett. Ma a városban két lovasklub is működik, az Alkar és az Alamo. A második világháború idején Sinj a Független Horvát Állam része lett, de a lakosság ellenségesen viszonyult az olasz és német megszállóhoz. Ezért Sinj az antifasiszta ellenállás egyik központja lett ezért a város és környéke gyakran vált a hatóságok megtorlásainak színhelyévé. A cetinai körzetben megszállók a megtorlások során 1888 személyt gyilkoltak meg, 59 falut égettek fel és 2933 lakóházat romboltak le. 1944. október 25-én szabadították fel a népi felszabadító hadsereg egységei a megszállás alól. A felszabadító harcokban a város 509 lakosa vett részt. 2011-ben városnak 11 478, a hozzá tartozó településekkel együtt 24 826 lakosa volt.

## Lakosság

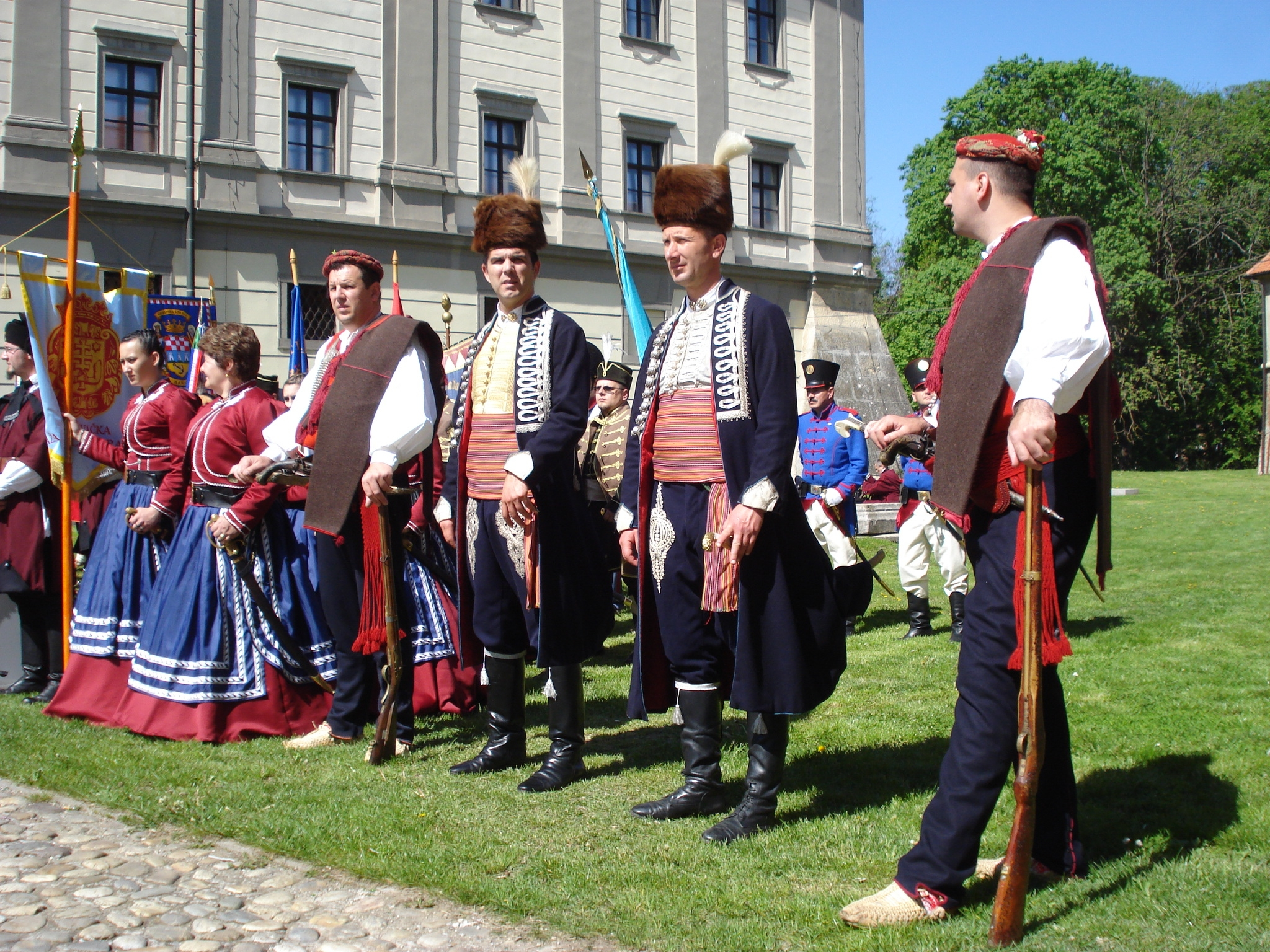
Sinji alkarok díszegyenruhában

| Lakosság változása | Lakosság változása | Lakosság változása | Lakosság változása | Lakosság változása | Lakosság változása | Lakosság változása | Lakosság változása | Lakosság változása | Lakosság változása | Lakosság változása | Lakosság változása | Lakosság változása | Lakosság változása | Lakosság változása | Lakosság változása |
| ------------------ | ------------------ | ------------------ | ------------------ | ------------------ | ------------------ | ------------------ | ------------------ | ------------------ | ------------------ | ------------------ | ------------------ | ------------------ | ------------------ | ------------------ | ------------------ |
| 1857               | 1869               | 1880               | 1890               | 1900               | 1910               | 1921               | 1931               | 1948               | 1953               | 1961               | 1971               | 1981               | 1991               | 2001               | 2011               |
| 2.058              | 2.243              | 2.649              | 2.831              | 3.224              | 3.608              | 3.633              | 3.720              | 3.683              | 4.444              | 5.487              | 6.931              | 9.177              | 11.378             | 11.468             | 11.478             |

## Nevezetességei
- Határában állnak Sinj középkori várának romjai.[4] A régészeti feltárások leletei alapján elmondható, hogy ezen a helyen már közel ötezer éve is állt erődítmény. A legkorábbi leletek a rézkorból, az i. e. 2500 és 1900 közötti időből származnak. Az illírek idejében „Osiniata” nevű erődített településük állt itt, majd a rómaiak idejében az „Osinium” nevet viselte. A római névből a középkorban „Fsini”, „Zyn”, „Syn”, „Syngh”, „Sfinga’, „Wssy” elnevezés lett. A 6. és 7. században a bizánci uralom alatt az „Asinio” nevet viselte. A várat írásos forrás, egy adománylevél 1341-ben „Fsini”, vagy „Frini” alakban említi először. Ezt követően 1345-ben „castrum regale Zyn” alakban királyi várként szerepel. Ekkor adományozza I. Lajos magyar király Nepilić Ivan grófnak, akinek ezután állandó székhelye lett. 1435-ben rövid időre a Frangepánok szerezték meg, majd 1453-ig Tallóci Péter horvát bán birtoka volt. A 15. század közepétől a török többször próbálta elfoglalni, de ez csak 1536-ban sikerült. 1686-ban szabadult fel és velencei birtok lett. 1709-ben egy földrengés súlyosan megrongálta. 1715-ben a velenceiek sikerrel védték meg a töröktől. Az 1768-as és az 1796-os földrengés újra megrongálta, ekkor kezdődött el a pusztulása. Az addig a várban élt lakosság a vár alatti Podvarošra költözött. A vár anyagának nagy részét az új házak és egyéb épületek építéséhez használták fel, maradványait benőtte a növényzet. A délszláv háború idején a romokat, főként az északi és északnyugati részt számos akna- és gránáttalálat érte. 2004-ben a feltárási munkákat követően elkezdődött a falak újjáépítése, mely a terv szerint 2015-re fejeződött be. A kis templom, amely ma a vár területén áll 1887-ben épült a rámai bevándorlók érkezésének kétszázadik évfordulóján. Szimbóluma annak a fogadalomnak és szövetségnek, melyet cetinai nép a Szűzanyával kötött. Égi pártfogójuk tiszteletére a sinjiek 2008-ban a várban bronz szobrot építettek a Sinji Boldogasszony tiszteletére, mely Josip Marinović akadémiai szobrászművész alkotása. Az ösvényre, mely a hegy lábától a várban álló templomhoz vezet 14 állomásból álló keresztutat létesítettek. Minden stáció egy egy ismert horvát művész alkotása.

- A Sinji Csodatevő Boldogasszony tiszteletére szentelt római katolikus plébániatemploma[5] a főtér domináns épülete. A templomot 1699 és 1712 között építették, ellenállva a háborúknak és földrengéseknek a mai napig is eredeti formájában pompázik. A templom legféltettebb és legértékesebb kincse a Csodatevő Boldogasszony kegyképe, melyet ismeretlen velencei mester festett a 15. vagy a 16. században. A képet a vár domborművével és fogadalmi ajándékokkal díszített ezüst keret övezi. A város lakói minden év augusztus 15-én nagy ünnepséggel emlékeznek meg Nagyboldogasszony napjáról. Ez alkalommal körmenetben viszik körbe a kegyképet. A kegyképet 1536-ban a török elől a boszniai Rámába menekítették és 1687-ig ott is maradt. Amikor a török Boszniát is felégette a képet őrző ferencesek magukkal vitték és oltalmára bízták magukat. 1715. augusztus 7-én a Mehmed pasa serege újra megtámadta Sinjt, de a török sereget ekkor betegség támadta meg. augusztus 15-én került sor a döntő csatára, melyben a horvátok nagy győzelmet arattak a meggyengült ellenség felett és ezt a Szűzanya segítségének tulajdonították. A főoltárom kívül a templomban Szent Józsefnek, Szent Ferencnek, Szent Antalnak és Szent Miklósnak szentelt oltárok találhatók. A kőből faragott  főoltár Kuzma Kovačić szobrászművész munkája. A festett üvegablakokat Anton Vrlić készítette. A bejárati ajtó feletti üvegablak Mária mennybevételét, Pavle Vućković és Nikola Tavelić alakjait ábrázolja. A hajó oldalfalain boldog Alojzije Stepinac és Isten szolgája Ante Antić alakjai láthatók. Valamennyi Ivan Grgat akadémiai festőművész munkája. A főoltár mögötti Mária megkoronázását és Krisztust a kereszten ábrázoló mozaik és üvegablak Josip Botteri Dini akadémiai festőművész munkája. Kuzma Kovačić bronz domborműve a tizenkét csillaggal koronázott Sinji Boldogasszony alakjával a rámai Šćit ferences temploma kapuzatának részletével a templom belső udvarán található. A 43,5 méter magas harangtorony 1927-ben épült az 1775-ben épített régi helyett. A templomot 1944. szeptember 11-én angolszász bombatámadás érte, melynek következtében a homlokzat és az orgona súlyosan megsérült. A homlokzatot közepén a nagy rózsaablakkal 1953-ban állították helyre. Az új orgona 1958-ban készült Franz Jenko ljubljanai üzemében. A templomot az új oltárral és a Boldogasszony szobrával 2009-ben szentelték fel.
- A Kamičak egy erődítmény[6] város központjában védőfalakkal és toronyórával. A plébániatemplommal átellenben álló csillag alaprajzú építményt 1712-ben emelték az azonos nevű dombocskán. Mai formáját 1890-ben nyerte el, amikor fallal vették körül és területét fenyőfákkal ültették be. Az erődön belül egy őrtorony található rajta órával, amely minden egész óra előtt három percig harangoz, majd pontosan az egész órakor üt egyet. A torony bronz harangját a híres olasz harangöntő család a Colbachini trieszti műhelyében öntötték. Gazdag növényi ornamentika és domborművek díszítik.
- Assisi Szent Ferenc tiszteletére szentelt temploma a temető területén áll és ma temetőkápolnaként szolgál. Kezdetben kolostortemplom és plébániatemplom is volt. Homlokzatán kis körablak, felül az oromzaton pengefalú harangtorony látható. Többször is felújították. Belsejét 1967-ben Ante Župić szobrászművész alakította ki.
- Védett műemlék a Goručica-patakon, a Cetina mellékvizén, Sinj külvárosában épült, egy félköríves nyílással rendelkező kőhíd.[7] A híd folyásirányba eső oldalán, az ív felett, egy kőből faragott emléktábla látható az 1784-es építés évszámával és egy felirattal, amelyből megtudható, hogy a Paolo Emilio Canali velencei kormányzó építtette a kereskedelem fellendítésére.
- Sinj központjában található a Kvartira egykori lovassági laktanya épületkomplexuma,[8] melyet 1760-ban építettek a velencei uralom idején, laktanyának a lovasság elszállásolására. Az épületegyüttesben jelentős átalakítások történtek a 19. és a 20. században. Mára a komplexumot az „Alkarski dvori” számára újították fel. A Kvartira a dalmát katonai építészet egyedülálló példája, a legjobban megőrzött középület a sinji és cetinai régió velencei közigazgatásának időszakából.
- A Vrlička utcában egy 1. századból származó római domborműves sírkőlap látható, melyet a Sinjtől 13 km-re fekvő Trilj környékéről hoztak a városba.
- A városban augusztus első hétvégéjén rendezik meg az Alka nevű lovagi tornát, melyen díszes ruhájú lándzsás lovasok küzdenek a különböző ügyességi próbákon.[9]

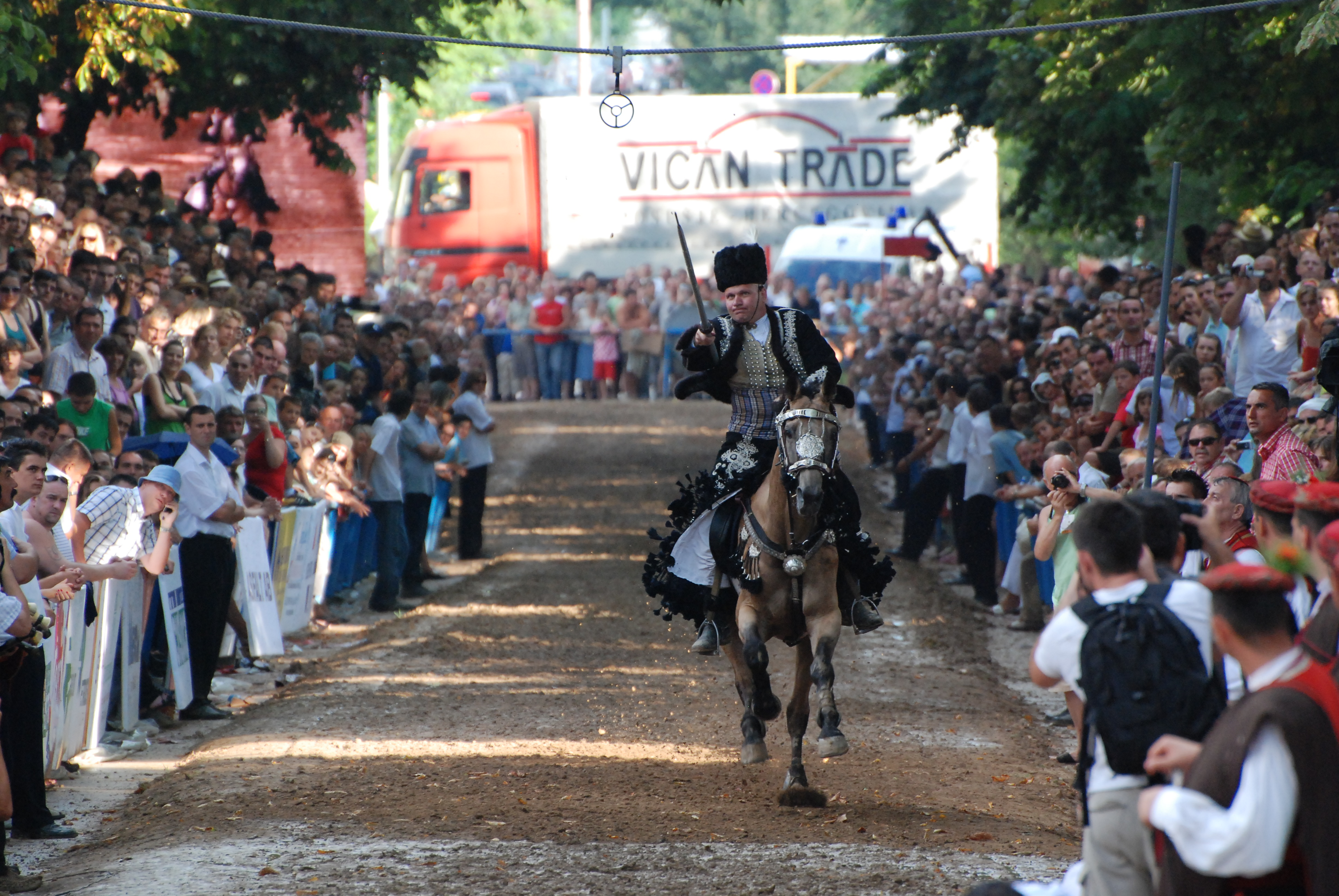
Az Alka lovasverseny egyik versenyzője

## Oktatás
- A Sinji ferences gimnázium 1854-ben nyitotta meg kapuit
- Josip Jelačić szakközépiskola
- Ruđer Bošković technikum és ipari iskola
- Jakov Gotovac zeneiskola
- Dinko Šimunović gimnázium
- Ivan Lovrić alapiskola
- Marko Marulić alapiskola
- Pavle Vučković alapiskola

## Kultúra
- A cetinai körzet múzeumát 1956-ban alapították. A múzeum régészeti, numizmatikai, kultúrtörténeti, néprajzi és természettudományi gyűjteménnyel rendelkezik. Gazdag a fegyvergyűjtemény, a fotóanyag, a képeslapgyűjtemény és a művészeti gyűjtemény is. A lapidáriumban különböző korokból származó kőemlékek találhatók. Különösen gazdag az ókori illír és római kőanyag.
- A ferences kolostor múzeuma az ország egyik legrégibb és legértékesebb gyűjteményét őrzi. A múzeumot 1860-ban alapította Ante Kostantin Matas ferences atya. Igen jelentős ókori gyűjteménnel rendelkezik, melynek nagy része a környék településeiről származik. A néprajzi gyűjtemény az itt élők egykori mindennapjait mutatja be. A szakrális gyűjtemény számos liturgikus tárgyat tartalmaz a gótikától a barokkig bezárólag.
- A cetinai körzet hagyományőrző egyesülete
- A Sinj énekkar 1980 óta képviseli a várost az országos és nemzetközi fesztiválokon
- Sinj város zenekara a Sinjska alka vitézi torna egyik fő résztvevője, az ország egyik legrégibb zenekara 2012-ben ünnepelte fennállásának 150. évfordulóját.
- KUU Sinjske mažoretkinje, a sinji mazsorettek egyesülete 1997 óta működik, mintegy 160 tagot számlál. Európa-bajnok, világbajnoki harmadik helyezett mazsorettcsoport.
- Klape Gospi Sinjskoj – Mária-fesztivál egyházi énekkarok részvételével.
- KD Brnaze kulturális egyesület tánckarral és mandolin zenekarral
- KUD Sinj kulturális és művészeti egyesület
- KUD Glavice kulturális és művészeti egyesület

## Sport
- NK Junak – labdarúgóklub
- KK Alkar – kosárlabdaklub
- NK Glavice – labdarúgóklub
- NK Tekstilac – labdarúgóklub
- BK Sinj – ökölvívóklub
- KBK Knez Sinj – kickboxklub
- ŽRK Sinj – kézilabdaklub
- ŽOK Sinj – röplabdaklub
- RK Kamičak – kézilabdaklub
- AK Sinj – atlétikai klub
- KK Alkar – lovasklub
- Alamo – lovasklub
- Ragbi klub Sinj – rögbiklub
- Tang soo do Sinj
- Aeroklub Sinj – ejtőernyőzés, vitorlázás, modellezés
- Vlaji – Sinj – kerékpárosklub

## Galéria
- Az Óváros a Várheggyel a tetején álló kápolnával
- Az 1-es számú főút Sinjen áthaladó része
- A Cetinai területi múzeum épülete

## A város fiai és lányai
- Mirko Božić (1919–1995), íro
- Miko Tripalo (1926–1995), politikus
- Marko Veselica(wd) (1936–2017), politikus
- Vedran Runje (* 1976), labdarúgó
- Mirko Hrgović (* 1979), labdarúgó
- Ante Vukušić(wd) (* 1991), labdarúgó
- Matea Pletikosić(wd) (* 1998), kézilabdázó

## Fordítás
- Ez a szócikk részben vagy egészben  a   Sinj című horvát Wikipédia-szócikk ezen változatának fordításán alapul.  Az eredeti cikk szerkesztőit annak laptörténete sorolja fel. Ez a jelzés csupán a megfogalmazás eredetét és a szerzői jogokat jelzi, nem szolgál a cikkben szereplő információk forrásmegjelöléseként.
- Ez a szócikk részben vagy egészben  a   Stari grad (Sinj) című horvát Wikipédia-szócikk ezen változatának fordításán alapul.  Az eredeti cikk szerkesztőit annak laptörténete sorolja fel. Ez a jelzés csupán a megfogalmazás eredetét és a szerzői jogokat jelzi, nem szolgál a cikkben szereplő információk forrásmegjelöléseként.
- Ez a szócikk részben vagy egészben  a   Gospa Sinjska című horvát Wikipédia-szócikk ezen változatának fordításán alapul.  Az eredeti cikk szerkesztőit annak laptörténete sorolja fel. Ez a jelzés csupán a megfogalmazás eredetét és a szerzői jogokat jelzi, nem szolgál a cikkben szereplő információk forrásmegjelöléseként.